# مسجد كامبونج بانشور موراي
مسجد كامبونج بانشور موراي يقع المسجد في منطقة كامبونج بانشور موراي، التي تبعد حوالي اثنين وثلاثين كيلومتر من بندر سري بكاوان عاصمة بروناي.

## البناء
بني مسجد كامبونج بانشور موراي على موقع الأرض مساحتها فدان، وبلغت نفقات البناء مبلغ 357، 600.00 دولار.

## الافتتاح
افتتح مسجد كامبونج بانشور موراي رسميا من قبل ابن المهراجا الخريج الحاج أحمد ابن خريج عناق حاجي محمد ياسين، وذلك يوم السابه من شهر عمحرم من عام 1403 هـ الموافق الرابع رعشر من شهر أبريل من عام 1983.

## استيعاب المسجد
تبلغ قدرة مسجد كامبونج بانشور موراي الاستيعابية حوالي 200 مصلي في وقت واحد، ومن التسهيلات المتاحة في المسجد احتوائه على مكتبة تحوي على العديد من الكتب.